# Будинок Белахова
Буди́нок Белахова — будинок в місті Черкаси, збудований місцевим купцем Белаховим наприкінці XIX століття. Знаходиться на вулиці Хрещатик (раніше вул. Миколаївська) в центрі міста.

## Історія
Раніше будинок належав сім’ї Белахових, голова котрих мав у місті декілька мануфактурних магазинів та отримав хорошу репутацію в Черкасах. Наприкінці XIX століття Белахов викупив трохи землі під забудівлю та знісши стару хату, яка стояла на цьому місці, побудував свій двоповерховий будинок. Ошатний маєток мав прямокутну форму. А металеві сходи всередині та широкий передній балкон (його демонтували в 30-х роках минулого століття) оригінального кування були зроблені на чавуноливарному заводі спадкоємців В.П. Каурова. Сама будівля виповнена в стилі модерну та пізнього ампіру, вона демонструє архітектурні смаки черкаської буржуазії середнього класу кінця XIX – початку XX століття. Будинок Белахова до сьогодення залишається пам’яткою української архітектури III категорії. 
Будинок вважають одним із найкрасивіших у Черкасах, порівнюючи з такими як: дім Цибульських (1852 р.), готель “Слов’янський” (кінець XIX століття), будинок Лисака та Гаркавенка (1870 р.) та маєток Щербини (1892 р.). Всі ці споруди без сумніву можна назвати “Обличчям” Черкас. З самого початку свого існування став як місцем проживання сім’ї Белахових на другому поверсі, так і мануфактурним магазином на першому. Потім будинок став здаватися в оренду всіляким підприємствам та функціонувати як прибутковий дім. На початку XX століття в його правій нижній частині було обладнано завод із виробництва сельтерської та газованої води підприємства Школьникова. А в 10-х роках XX століття в будинку розташовувалося відділення Санкт-Петербурзького облікового банку, магазин одягу та інші.

## Перший кінотеатр
В 1908 році Белахов придбав кінематографічний апарат, перебуваючи у Франції. А через те, що кіно тільки входило в моду, на цьому можна було добре заробити. І обладнавши у своєму будинку перший у Черкасах кінотеатр, продавав квитки разом зі своєю родиною, зокрема з дочкою та двома синами. В літній час це місце було особливо популярне серед громадян. Це було одне з небагатьох місць на Хрещатику, де можна було придбати морозиво та холодну газовану воду. Тому така слава дуже швидко принесла Белахову великий прибуток. 
Але кінотеатр існував не довго. Через якийсь час у місті з'явився новий і більш сучасний кінотеатр «Ампір», який мав просторий зал для глядачів і зручне фойє, на відміну від “закладу” Белахова, де було всього 120 місць для відвідувачів.

## Часи війни
Після Жовтневої революції у садибі Белахова розміщувався молодіжний клуб. Пізніше в маєтку створювалися перші організації комуністичної влади. Перед початком другої світової війни на першому поверсі знаходилися магазин дитячих іграшок та ТСОАВІАХІМ. 
Нині в цьому будинку розміщується Черкаська обласна організація Національної спілки письменників України та деякі приватні підприємства.